# Mpigi
Mpigi – miasto w południowej Ugandzie. Według danych na rok 2012, w mieście mieszkało około 38 tys. osób. Stolica, główne miejskie, administracyjne i handlowe centrum dystryktu Mpigi.